# Portada/efemèride març 28
Francisco de Miranda
« 27 de març · 28 de març · 29 de març »